# Hans Jürgen von Richthofen

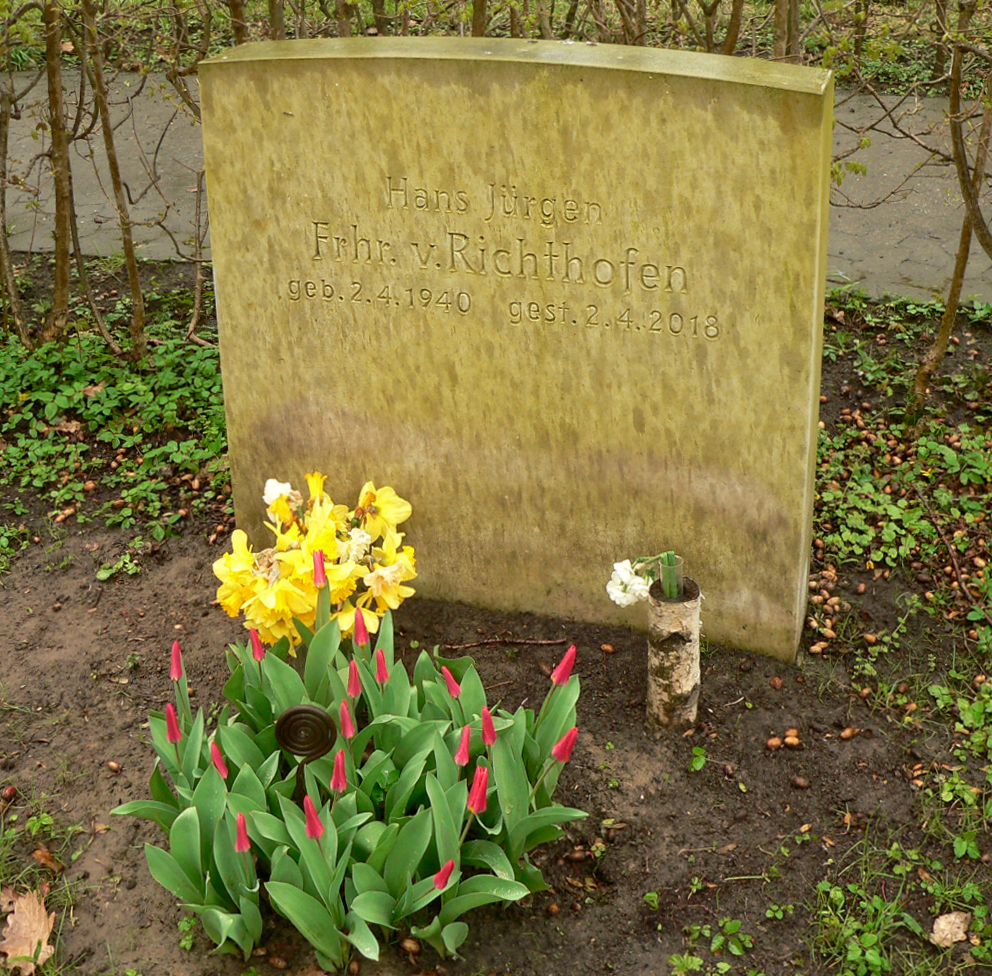
Grab auf dem Friedhof Lenthe

Hans Jürgen Freiherr von Richthofen (geboren 2. April 1940 in Lenthe, Stadt Gehrden, Region Hannover; gestorben 2. April 2018 ebenda) war ein deutscher Volkswirt und Landwirt, Gutsbesitzer und vielfach engagierter Förderer der Kunst und Gartenkunst.

## Leben
Hans Jürgen von Richthofen war ein Sohn des Hauptmanns der Luftwaffe Johannes von Richthofen (1913–1941), der bereits fünf Wochen nach dem Angriff auf die Sowjetunion fiel. Seine Mutter Varnita von Stockhausen (1917–??) war die Erbin des Guts in Lenthe.
Von Richthofen studierte das Fach Volkswirtschaft in München und London und promovierte zum Dr. rer. pol. am Fachbereich Wirtschaftswissenschaften der Universität Hamburg mit seiner 1970 publizierten Hochschulschrift Probleme der mehrjährigen Finanzplanung in Großstädten. Dargestellt am Beispiel Wiens. Anschließend arbeitete er bis zu seiner Pensionierung im Jahr 2004 bei der Raiffeisen Hauptgenossenschaft, die genossenschaftlich organisierte spätere Agravis Raiffeisen Aktiengesellschaft. Nachdem er den landwirtschaftlichen Betrieb Untergut Lenthe von seiner Mutter übernommen hatte, gründete er 1988 gemeinsam „mit seinem Vetter vom Obergut die Gutsgemeinschaft Lenthe, um einen Schritt zur Effizienzsteigerung in der sich wandelnden Landwirtschaft zu vollziehen“.
Von Richthofens Lebenswerk war das von seiner Mutter ererbte Untergut in Lenthe. Er veranlasste umfangreiche Sanierungen, die infolge der beiden Weltkriege lange unterblieben waren, und führte die Gutsanlage einer neuen Nutzung zu. Angetrieben von seinem Interesse für Gartenkultur und Kunst, besuchte er mit seiner Ehefrau Heidi auf zahlreichen Bildungsreisen Gärten und Parks in England, Frankreich, Italien und den Niederlanden und fand dort Anregungen für die Gestaltung und Restaurierung der zu seinem Lenther Gut gehörenden Parkanlage.
Nachdem von Richthofen als einer der Ersten an der Ausstellungsreihe Offene Pforte der Region Hannover teilgenommen hatte, initiierte der von seinen Freunden „Hajo“ Genannte den 1998 gegründeten Verein „Neue Kunst in alten Gärten“. Dieser veranstaltete in den Jahren 2002 bis 2016 alle zwei Jahre Ausstellungen „mit Installationen zeitgenössischer Künstler in den Gärten des Untergutes und des Obergutes“, die auch überregional beachtet wurden.
Hans Jürgen von Richthofen beteiligte sich maßgeblich an der Gründung der Niedersächsischen Gesellschaft zur Erhaltung historischer Gärten und deren Stiftung, deren Vorsitzender er viele Jahre war. Gemeinsam mit seiner Ehefrau veranstaltete er in vielen Jahren im Rahmen des Kultursommers der Region Hannover und der Niedersächsischen Musiktage Konzerte  im „Alten Schafstall“ auf dem Untergut Lenthe.
Für die Wiederherstellung des historischen Wegenetzes und des Bachlaufes in der Parkanlage des Untergut Lenthe nach der ursprünglichen Konzeption aus dem Jahr 1850 erhielt Hans-Jürgen Freiherr von Richthofen von der Niedersächsischen Sparkassenstiftung 2010 den – erstmals für einen Garten vergebenen – Landespreis für Denkmalpflege.
Zuvor saß der Rotarier von Richthofen 2008/2009 dem Rotary Club Hannover-Leinschloss als Präsident vor.
Kurz vor seiner langjährigen Erkrankung übergab von Richthofen den Betrieb der Gutsgemeinschaft Lenthe und das Untergut Lenthe im Jahr 2010 an seinen jüngsten Sohn. Hans Jürgen von Richthofen starb an seinem 78. Geburtstag auf dem Untergut Lenthe im Kreis seiner Familie. Nach der Trauerfeier im historischen Schafstall des Gutes wurde er am 14. April 2018 auf dem Lenther Friedhof beigesetzt.

## Schriften
- Historische Gärten aus der Sicht eines Eigentümers und eine niedersächsische Initiative (= Schaumburger Studien, Bd. 58) Göttingen: Wallstein Verlag; Rinteln: Bösendahl, 1963, S. 367–372
- Probleme der mehrjährigen Finanzplanung in Großstädten. Dargestellt am Beispiel Wiens, Dissertation 1970 am Fachbereich Wirtschaftswissenschaften der Universität Hamburg, Hamburg 1970
- Stiftung Historische Gärten in Niedersachsen, in: Zehn Jahre Niedersächsische Gesellschaft zur Erhaltung historischer Gärten / Niedersächsische Gesellschaft zur Erhaltung Historischer Gärten, Emmerthal: Niedersächsische Ges. zur Erhaltung Historischer Gärten, 2004, ISBN 3-00-013935-4, S. 43–48